# 4 Dywizjon Żandarmerii
4 Dywizjon Żandarmerii (4 dżand.) – oddział żandarmerii Wojska Polskiego.

## Historia dywizjonu
16 grudnia 1918 z Warszawy do Łodzi przybył porucznik Marceli Łączkowski z sześcioma podoficerami i przystąpił do organizacji Żandarmerii Okręgu Generalnego „Łódź”. Wśród sześciu podoficerów byli wachmistrzowie: Piotr Guzior, Zenon Krzak, Władysław Podsada i Maksymilian Węgłowski. Następnego dnia Dowództwo Okręgu Generalnego „Łódź” przydzieliło do Żandarmerii jednego oficera i 19 szeregowych. Dowództwo Żandarmerii zajmowało pokój nr 104 w hotelu Savoy w Łodzi. 17 grudnia zostały utworzone posterunki graniczne w Kaliszu i Aleksandrowie. W końcu grudnia Żandarmeria Okręgu Generalnego „Łódź” liczyła 6 oficerów, 24 podoficerów i 45 szeregowców. Poza Dowództwem Żandarmerii Okręgu Generalnego „Łódź” zostały zorganizowane powiatowe dowództwa żandarmerii w Łodzi, Łowiczu, Kaliszu, Włocławku i Kole.
4 Dywizjon Żandarmerii wraz z podporządkowanymi pododdziałami stacjonował na terenie Okręgu Korpusu Nr IV. Dowódca dywizjonu pełnił równocześnie funkcję szefa żandarmerii w Dowództwie Okręgu Korpusu Nr IV w Łodzi.
Do 20 marca 1924 zostały zlikwidowane plutony żandarmerii: Kutno, Łódź II, Łódź III i Piotrków, a w ich miejsce zostały zorganizowane posterunki żandarmerii. W tym samym miesiącu niżej wymienieni oficerowie zostali przeniesieni do korpusu oficerów piechoty z równoczesnym wcieleniem do: por. żand. Józef Marian Kędzierski i por. żand. Ludwik Leopold Durda do 31 pp oraz por. żand. Kazimierz Bronisław Sedlaczek i ppor. żand. Władysław Hrycyk do 28 pp.
17 lutego 1928 minister spraw wojskowych zatwierdził dzień 19 grudnia, jako datę święta dywizjonu.
12 marca 1931 Prezydent RP nadał chor. Janowi Wiśniewskiemu Krzyż Niepodległości z Mieczami.
12 grudnia 1935 minister spraw wojskowych unieważnił dotychczasową datę święta dywizjonu oraz zatwierdził dzień 13 czerwca, jako datę święta żandarmerii.
Jednostka nie posiadała sztandaru i odznaki pamiątkowej. Oficerowie i podoficerowie od 1931 mogli otrzymać odznakę pamiątkową Żandarmerii. W 1939 zamierzano wprowadzić do użytku „Znak Służbowy Żandarmerii”. Znaki miały być numerowane. Dla 4 dżand przewidziano numery od 4000 do 4999.

## Organizacja pokojowa i obsada personalna 4 dżand w 1939
Dowództwo 4 Dywizjonu Żandarmerii w Łodzi, ul. Południowa 44
- dowódca -  ppłk żand. Antoni Rudnicki → dowódca żandarmerii GO „Piotrków”
- I zastępca dowódcy  – mjr żand. Jan Motylewicz[b]
- II zastępca dowódcy - kpt. żand. Zygmunt Puchalik † 1940 Katyń → referent bezpieczeństwa w Dowództwie Etapów Armii „Łódź”
- adiutant - por. żand. Marian Siwiec † 1940 Kalinin[14] → dowódca Plutonu Pieszego Żandarmerii Nr 120
- oficer mobilizacyjny - kpt. żand. Zygmunt Kuniczkowski[15] → dowódca Plutonu Krajowego Żandarmerii „Łódź”
- oficer śledczy - por. żand. Antoni Bielawski[16] →
- oficer do zleceń - wakat
- oficer gospodarczy - kpt. int. Franciszek Bichajło[17]

Pluton Żandarmerii Łódź, ul. Południowa 44
- dowódca plutonu - por. żand. Zbigniew Feliks Otto Bojarski → referent w biurze dowódcy Żandarmerii Armii „Łódź”
- Posterunek Żandarmerii Regny
- Posterunek Żandarmerii Gałkówek

Pluton Żandarmerii Częstochowa, ul. Glogera 5
- dowódca plutonu - kpt. żand. Henryk Mirakowski
- oficer plutonu - ppor. rez. piech. pdsc mgr Hieronim Wielądek
- Posterunek Żandarmerii Piotrków

Pluton Żandarmerii Skierniewice, ul. Batorego 35 (do 1936 roku ul. Piotrkowska 35)
- dowódca plutonu - kpt. żand. Teofil Adalbert Szuliga † 1 VI 1944 Oflag VI B Dössel[18]
- Posterunek Żandarmerii Kutno
- Posterunek Żandarmerii Łowicz

## Przebieg mobilizacji w 1939 roku
4 Dywizjon Żandarmerii w Łodzi oraz wchodzące w jego skład Plutony Żandarmerii Częstochowa i Skierniewice były jednostkami mobilizującymi. Zgodnie z planem mobilizacyjnym „W” wymienione jednostki miały sformować dwanaście plutonów żandarmerii, w tym osiem pieszych, dwa konne i dwa krajowe. Połowa z nich była formowana w mobilizacji alarmowej, a druga połowa w I rzucie mobilizacji powszechnej.
W mobilizacji alarmowej, w grupie jednostek oznaczonych kolorem czarnym, przeznaczonych do „wzmocnienia sił w strefie granicy zagrożonej”:
- Pluton Pieszy Żandarmerii Nr 26 dla 26 Dywizji Piechoty (plżand Skierniewice),
- Pluton Pieszy Żandarmerii Nr 121 dla Kwatery Głównej Korpusu Interwencyjnego (plżand Skierniewice),

W mobilizacji alarmowej, w grupie jednostek oznaczonych kolorem niebieskim, przeznaczonej jako „I rzut osłony granicy zachodniej i północnej”:
- Pluton Pieszy Żandarmerii Nr 7 dla 7 Dywizji Piechoty (plżand Częstochowa),

W mobilizacji alarmowej, w grupie jednostek oznaczonych kolorem żółtym, będącej „wzmocnieniem (II rzutem) osłony dowolnej granicy w zależności od potrzeb”:
- Pluton Pieszy Żandarmerii Nr 10 dla 10 Dywizji Piechoty (4 dżand),
- Pluton Pieszy Żandarmerii Nr 119 dla Kwatery Głównej Armii „Łódź” (4 dżand),
- Pluton Krajowy Żandarmerii „Łódź” (4 dżand),

W I rzucie mobilizacji powszechnej:
- Pluton Pieszy Żandarmerii Nr 55 dla 44 Dywizji Piechoty (4 dżand),
- Pluton Pieszy Żandarmerii Nr 120 dla dowódcy etapów Armii „Łódź” (4 dżand),
- Pluton Pieszy Żandarmerii Nr 122 dla dowódcy etapów Armii „Łódź” (plżand Częstochowa),
- Pluton Konny Żandarmerii Nr 56 dla dowódcy etapów Armii „Łódź” (4 dżand),
- Pluton Konny Żandarmerii Nr 57 dla dowódcy etapów Armii „Łódź” (4 dżand),
- Pluton Krajowy Żandarmerii „Skierniewice” (plżand Skierniewice)[19].

Wszystkie plutony konne i piesze zostały sformowane według organizacji wojennej L.3141/mob.org.
Po południu 23 marca 1939 roku szef Sztabu Głównego generał brygady Wacław Stachiewicz wydał rozkaz mobilizacyjny L.8700/mob. o treści: „sformowanie jednostek czarnych na obszarze Okręgu Korpusu Nr IV zarządzone”. Na podstawie wspomnianego rozkazu Pluton Żandarmerii Skierniewice sformował Plutony Piesze Żandarmerii Nr 26 i 121. Dopiero 27 kwietnia 1939 roku dowódca 4 dżand powołał trzech oficerów rezerwy do służby czynnej. Podporucznik Stanisław Kupczyński objął dowództwo Plutonu Pieszego Żandarmerii Nr 26, a podporucznik Adam Kaczmarek dowództwo Plutonu Pieszego Żandarmerii Nr 121. Trzecim oficerem był podporucznik Zygmunt Tosik. Nie jest wykluczone, że do 27 kwietnia oba zmobilizowane plutonu pozostawały bez dowódców, ewentualnie obowiązki dowódców tych plutonów pełnili oficerowie służby stałej. Identyczna sytuacja miała miejsce z dwoma oficerami rezerwy - dowódcami plutonów żandarmerii sformowanych przez Pluton Żandarmerii Baranowicze. Równocześnie na teren OK IV przybył Pluton Pieszy Żandarmerii Nr 30 sformowany przez 9 Dywizjon Żandarmerii w Brześciu nad Bugiem dla 30 Poleskiej Dywizji Piechoty. Pluton Pieszy Żandarmerii Nr 26 do pierwszej dekady lipca 1939 roku pozostawał w rejonie Skierniewic. W dniach 4-11 lipca razem z 26 DP został przetransportowany do rejonu Wągrowiec-Żnin, na teren operacyjny Armii „Poznań”. Kwatera Główna 26 DP znajdowała się w miejscowości Wapno Nowe. Tam zapewne kwaterował również pluton żandarmerii.

## Kadra żandarmerii okręgu generalnego i dywizjonu
Dowódcy dywizjonu
- por. żand. Marceli Łączkowski (19 XII 1918 - 28 I 1919)
- rtm. żand. Adolf Drwota (28 I - 1 X 1919)
- por. żand. Tadeusz Konstanty Tomaszewski (1 X - 8 XII 1919)
- rtm. / ppłk żand. Konrad Anlauf[c] (8 XII 1919 - II 1927 → praktyka poborowa w PKU Nowy Targ[26])
- mjr żand. Alfred Riesser (IV 1927 - 7 III 1932 → dowódca 8 dżand)
- ppłk żand. Antoni Rudnicki (8 III 1932 - 30 VIII 1939)

Zastępcy dowódcy dywizjonu (od 1938 – I zastępca dowódcy dywizjonu)
- ppłk żand. Hugon Babel (1923, później oficer rezerwowy)
- mjr żand. Marian Pisz (1923 – III 1927)
- mjr żand. Tadeusz Miś (III 1927 – XII 1928)
- mjr żand. Roman Marian Śliwiński (od XII 1928)

Kwatermistrzowie (od 1938 – II zastępca dowódcy dywizjonu)
- kpt. żand. Zygmunt Puchalik (do VI 1939)
- mjr żand. Rudolf Klemens (VII – 6 IX 1939)

Dowódcy Plutonu Żandarmerii Łódź (do 1924 roku - Pluton Żandarmerii Łódź I)
- por. żand. Zygmunt Meyer (1921)
- kpt. żand. Michał Fischer (1921-1924)
- kpt. żand. Henryk Kruczek (1924-1926)
- kpt. żand. Józef Berezowski (1927-1930)
- kpt. żand. Gustaw Zimmer (1930-1933)
- por. żand. Zbigniew Bojarski (1934-1939)

Dowódcy Plutonu Żandarmerii Łódź II
- por. żand. Zygmunt Meyer (1919)
- chor. żand. Stefan Sweryda (1921-1922)
- por. żand. Henryk Kruczek (1922-1924)

Dowódcy Plutonu Żandarmerii Łódź III
- por. żand. Teofil Szuliga (1921-1924)

Dowódcy Plutonu Żandarmerii Częstochowa
- chor. żand. Zygmunt Goszewatiuk (1921-1922)
- por. żand. Franciszek Czarniecki (1923-1929)
- kpt. żand. Stanisław Grec (1930-1932)
- kpt. żand. Henryk Mirakowski (1937-1939)

Dowódcy Plutonu Żandarmerii Skierniewice
- chor. Zygmunt Karlikowski (1921-1922)
- chor. Michał Zagórski (1923-1924)
- por. Zygmunt Pracki (1924-1929)
- por. żand. Gustaw Zimmer (1929-1930 → dowódca plżand Łódź)
- chor. Onufry Oleksiuk (1931-1932)
- kpt. żand. Teofil Szuliga (1933-1939)

Dowódcy Plutonu Żandarmerii Kutno
- por. Franciszek Sedlaczek (1921-1922)
- por. Zygmunt Pracki (1923-1924 → dowódca plżand Skierniewice)

Dowódcy Plutonu Żandarmerii Piotrków
- chor. Onufry Oleksiuk (1921-1922)
- por. Józef Kędzierski (1923-1924)

Oficerowie
- ppłk rez. pow. do sł. cz. Hugon Babel[27]
- mjr żand. rez. Bolesław Greffner
- kpt. żand. Michał Firlejczyk[28]
- ppor. piech. Kazimierz Saratowicz[29][30][31].